# Broszęcin
Broszęcin – wieś sołecka w Polsce położona w województwie łódzkim, w powiecie pajęczańskim, w gminie Rząśnia.
Należy do parafii Rząśnia, kościół filialny pw. św. Brata Alberta Chmielowskiego w Broszęcinie-Kodraniu.

## Historia
Historia wsi sięga czasów piastowskich. Kasper Niesiecki i Paprocki wymieniają Broszęcin wśród włości, które Bolesław III Krzywousty nadał Wrszowcom – swoim stronnikom, uchodźcom z Czech.
Nazwa Broszęcin pochodzi od starosłowiańskiego imienia Broszęta - założyciela bądź właściciela osady. W materiałach źródłowych spotyka się inne formy zapisu: Brozanczyn (1511), Brzoszewycze (1518), Broschaczyn (1511- 1523), Broszczyn (1520), Brossęczin (1564-1565), Broszęcin (1880). 

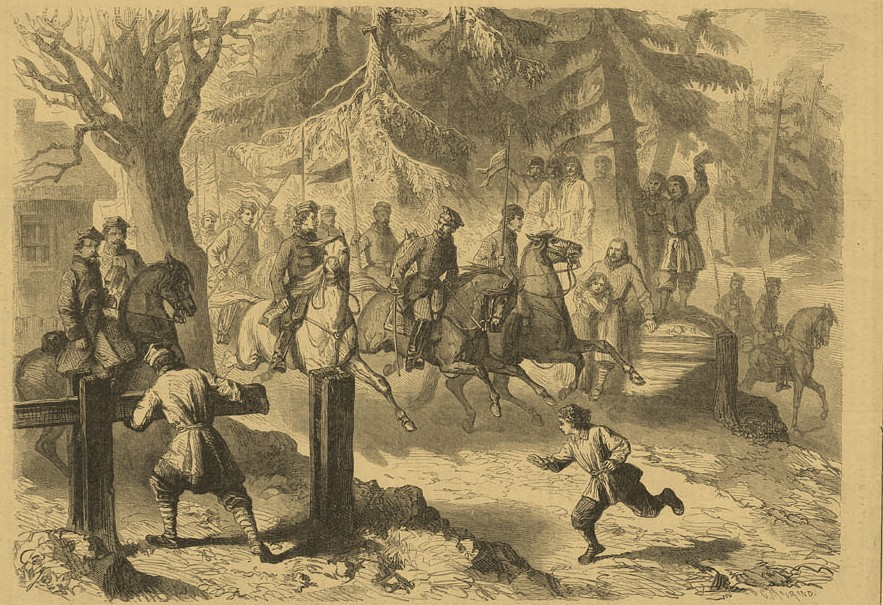
Konny oddział powstańczy – drzeworyt Charles Maurand

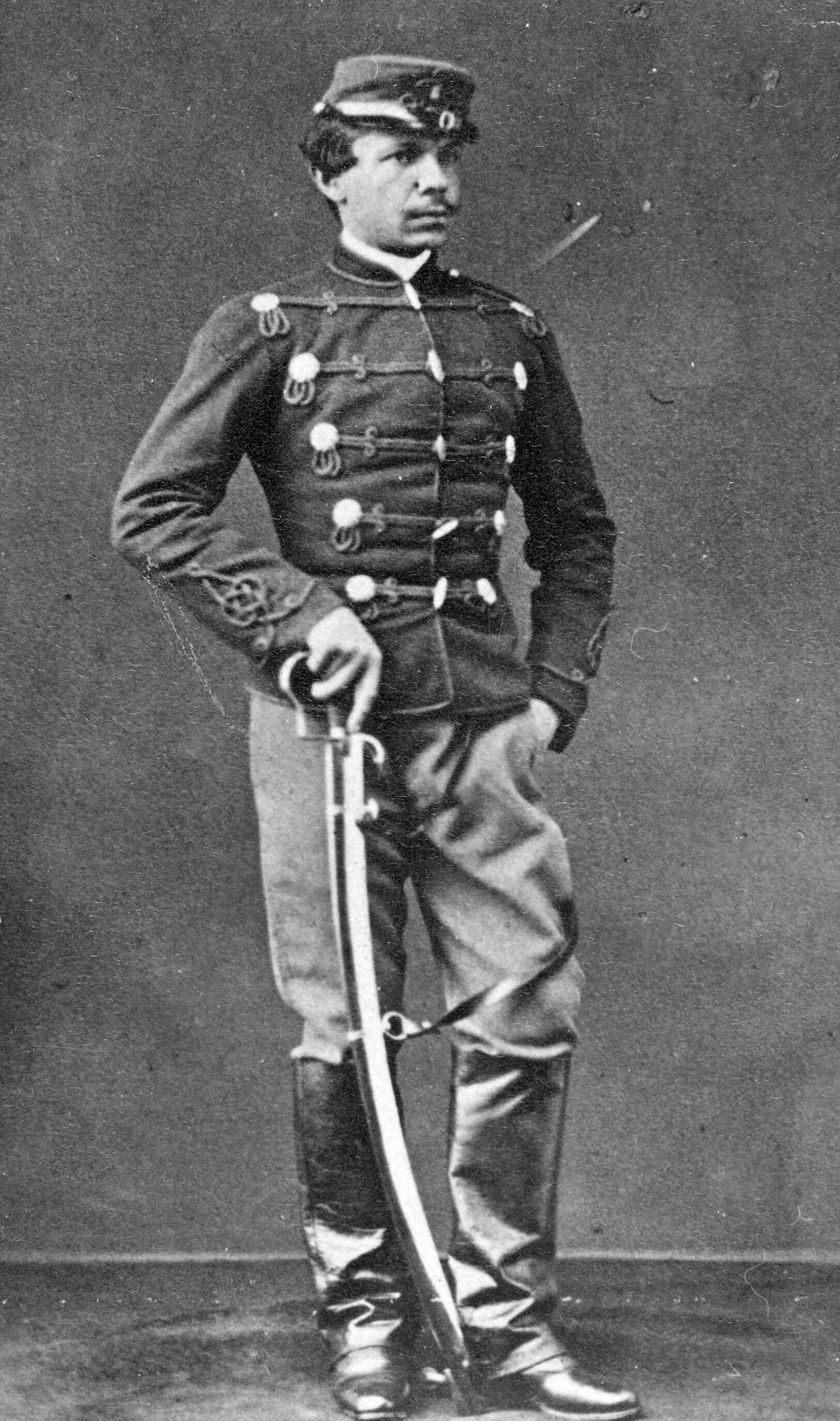
Teodor Cieszkowski (1833-1863)

W 1552 Broszęcin należał do parafii Rząśnia w archidiecezji gnieźnieńskiej. Osada liczyła wówczas trzy 1 – łanowe zagrody kmiece. Wg regestrów podatkowych z tego okresu dobra Broszczyn należały do Zamosczkich i Zaleskich.

We wsi istniał dwór i folwark szlachecki. Mieszkańcy do dziś, część miejscowości nazywają Czworaki – od nazwy zabudowań dworskich. Właścicielami Broszęcina byli m.in. Radoszewscy herbu Oksza i Walewscy herbu Kolumna.
W XIX wieku jak podaje Słownik geograficzny Królestwa Polskiego i innych krajów słowiańskich wieś należała do gminy Dzbanki, parafii Rusiec, w powiecie łaskim. W 1827 było w niej 25 domów (zagród) i 125 mieszkańców.
10 kwietnia 1863 doszło w Broszęcinie do potyczki powstańców z wojskami rosyjskimi. 28 osobowy konny oddział pułkownika Teodora Cieszkowskiego, który miał być zalążkiem większej formacji powstańczej, został zaskoczony przez wojska rosyjskie dowodzone przez majora Pisankę, w sile ponad 500 żołnierzy (sotnia kozaków i 2 roty piechoty). Powstańcy podjęli próbę przebicia się. Podczas starcia z Rosjanami kilku z nich zginęło. Ciężko ranny został Cieszkowski a jego oddział poszedł w rozsypkę. Kilku powstańców wraz z rannym dowódcą schroniło się w dworze Kozłowskich w Leśniakach Chabielskich. Tam dopadł ich rosyjski pościg. Leżący w łóżku, ranny Cieszkowski został dobity pchnięciami lanc i strzałami z pistoletu. Kozacy zabili też kilku jego towarzyszy, w tym syna dziedzica – Hipolita Kozłowskiego oraz Tomasza Witkowskiego i Józefa Bykowskiego – studenta Szkoły Głównej. Dwór i folwark splądrowano.
W Broszęcinie zginęli studenci Bek i Piotrkowski. W pobliskim Stanisławowie zostali zabici przez kozaków: major Polikarp Krąkowski, Stefan Szymański i Jan Imielski.
Po I wojnie światowej, w czasach II Rzeczypospolitej wieś terytorialnie należała do gminy Dzbanki (od 1930 do gminy Szczerców) w powiecie łaskim, w województwie łódzkim. Podlegała pod sąd pokoju w Widawie i sąd okręgowy w Łodzi. W 1928 wieś i kolonia liczyły 584 mieszkańców. Sklepy spożywcze prowadzili Stępnik Józef, Wlaźlik K. i Zieliński H.
W latach 1975–1998 miejscowość administracyjnie należała do województwa piotrkowskiego.

## Informacje ogólne
We wsi znajduje się kapliczka oraz krzyż przydrożny z drugiej połowy XIX wieku 
z 
inskrypcją:

BOGU WSZECHMOCNEMU

CZEŚĆ I CHWAŁA

DNIA 6 MARCA 1860 

.
Na południe od wsi znajduje się zwałowisko zewnętrzne odkrywki Szczerców, część Kopalni Węgla Brunatnego Bełchatów SA. Na północnym stoku zwałowiska wyprofilowane są narciarskie trasy zjazdowe. W przyszłości ma tam powstać ośrodek narciarski.

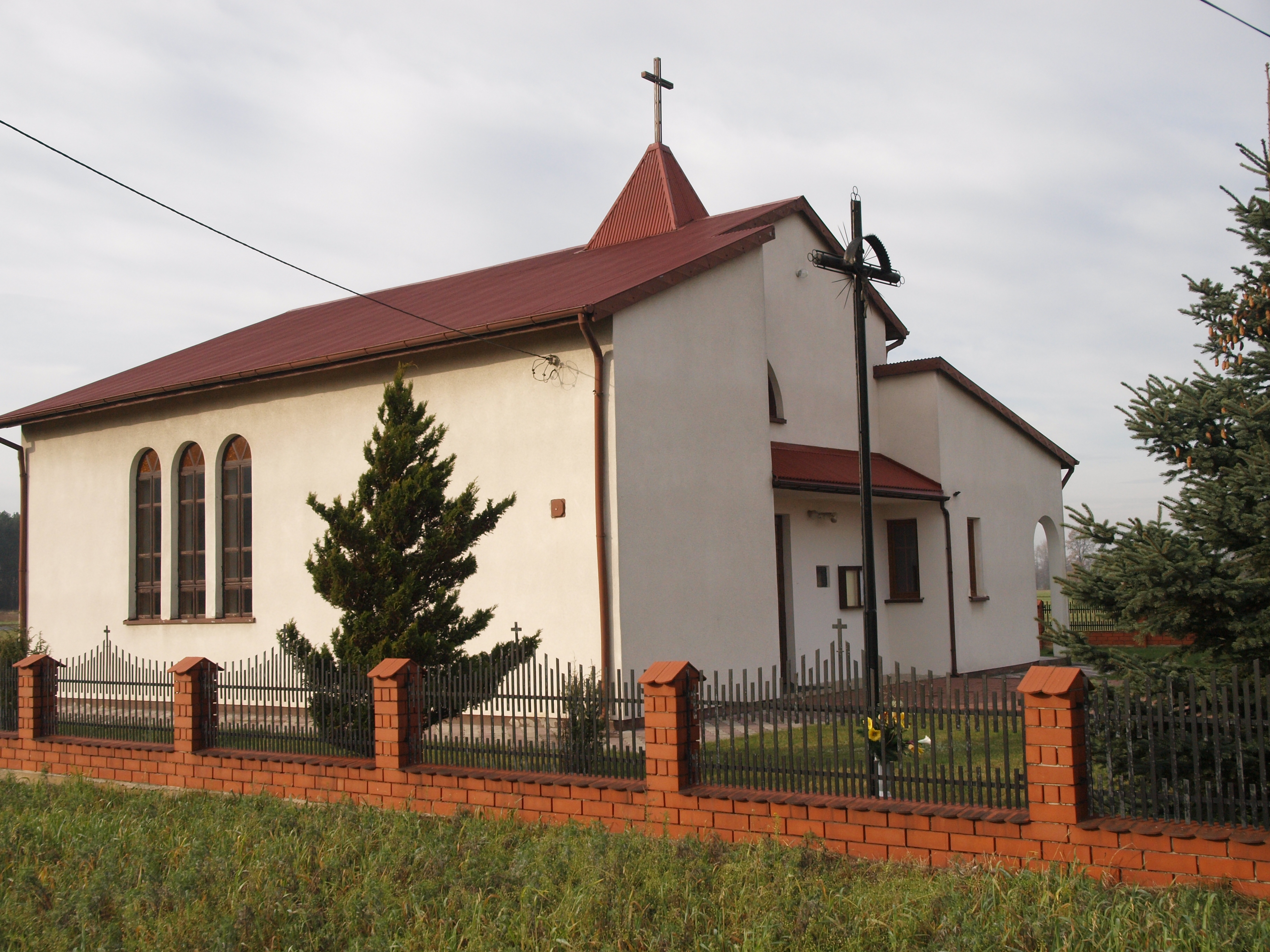
Kościół w Broszęcinie-Kodraniu
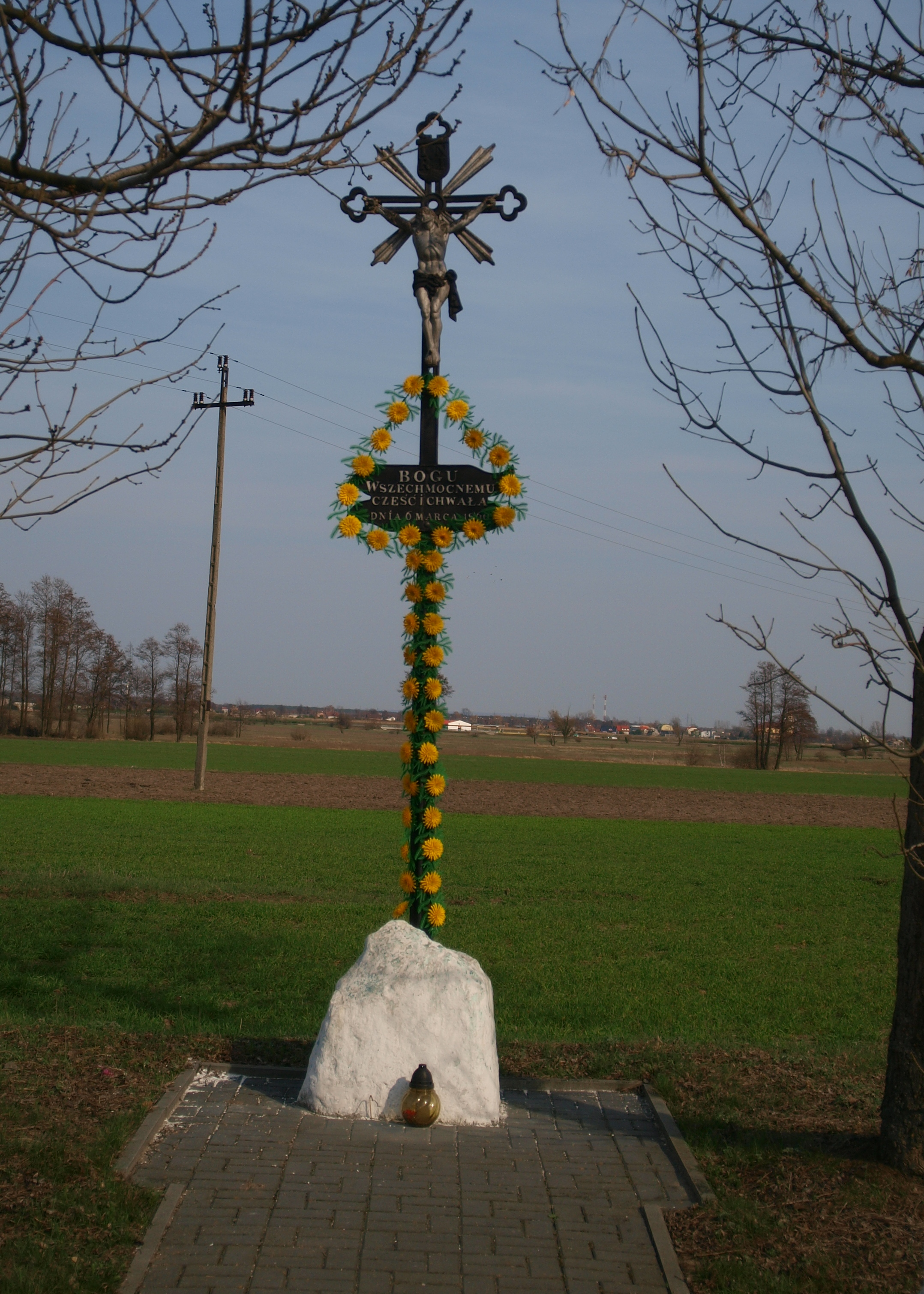
Krzyż z 1860
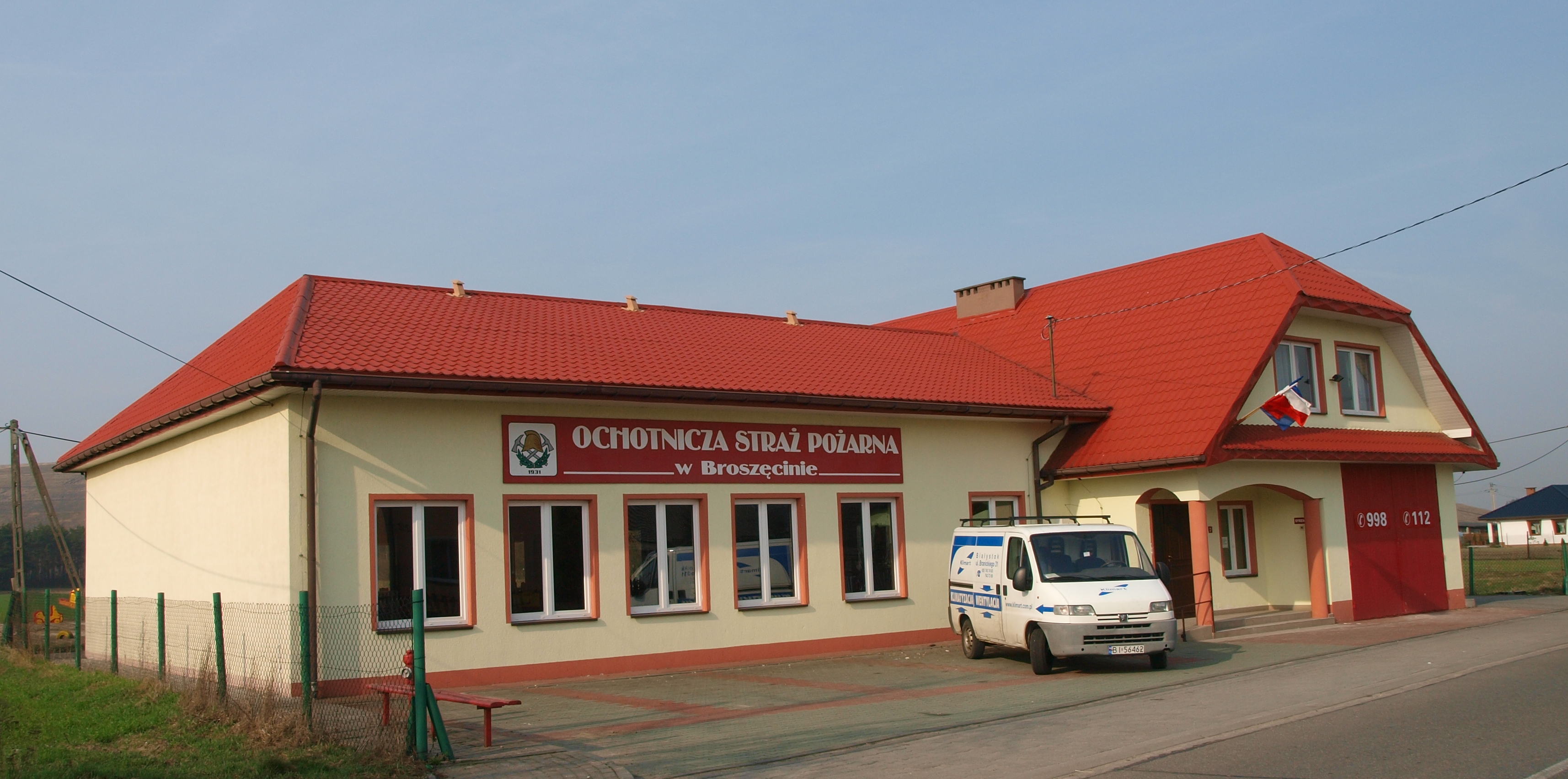
Remiza OSP